# نسرين حويلي
نسرين حويلي (27 أغسطس 2003) هي متسابقة دراجات جزائرية على الطريق والمضمار وتتنافس حاليًا ضمن المنتخب الوطني الجزائري. تنافست سابقًا مع فريق Canyon-SRAM Generation التابع لاتحاد الدراجات الدولي القاري خلال موسم 2023. حققت النجاح في المسابقات الإفريقية، وحصل على ميداليات في بطولة إفريقيا لسباقات الطرق، وشاركت في دورة الألعاب الإفريقية 2023. تنافست في عام 2023 على المستوى الاحترافي، وشاركت في أحداث مثل جولة الأميرة آنا فاسا وجولة جيوري ديلا توسكانا.
شاركت لتمثيل الجزائر في سباق الطريق في دورة الألعاب الأولمبية الصيفية 2024.

## النتائج الرئيسة
2021
البطولات الوطنية للدراجات على الطريق للناشئين  
1 سباق الطريق 
1 سباق ضد الساعة 
بطولة إفريقيا للدراجات على الطريق [الإنجليزية] للناشئين  
3 سباق الطريق
3 سباق ضد الساعة
2022
بطولة إفريقيا للدراجات على الطريق [الإنجليزية]
1  سباق ضد الساعة
4 سباق الطريق
البطولات الوطنية للدراجات على الطريق  
1  سباق الطريق
1  سباق ضد الساعة تحت 23 سنة
10 سباق الطريق، سباق الدراجات في ألعاب البحر الأبيض المتوسط 2022
4 سباق الطريق، بطولة العرب للدراجات على الطريق
2023
1  سباق ضد الساعة، بطولة إفريقيا تحت 23 سنة للدراجات على الطريق
دورة الألعاب العربية 2023
1  سباق ضد الساعة
1  سباق ضد الساعة للفرق
4 سباق الطريق
بطولة العرب للدراجات على الطريق  
1  سباق ضد الساعة
1  سباق ضد الساعة للفرق
2  سباق الطريق
البطولات الوطنية للدراجات على الطريق  
4 سباق ضد الساعة
5 سباق الطريق
2024
البطولات الوطنية للدراجات على الطريق  
1  سباق ضد الساعة
3 سباق الطريق
2 سباق ألانيا كاستل الدولي (المعياري)
سباق الدراجات في الألعاب الإفريقية 2023
1  سباق الطريق تحت 23 سنة
2  سباق ضد الساعة تحت 23 سنة
5 سباق الطريق
7 سباق ضد الساعة

## روابط خارجية
- نسرين هويلي على موقع ProCyclingStats.com
- نسرين حويلي في FirstCycling
- نسرين هويلي على موقع Olympics.com (الإنجليزية)
- نسرين حويلي في الاتحاد الدولي للدراجات